# Margarodes salisburiensis
Margarodes salisburiensis är en insektsart som beskrevs av Hall 1940. Margarodes salisburiensis ingår i släktet Margarodes och familjen pärlsköldlöss.
Artens utbredningsområde är Zimbabwe. Inga underarter finns listade i Catalogue of Life.